# Bouée acoustique

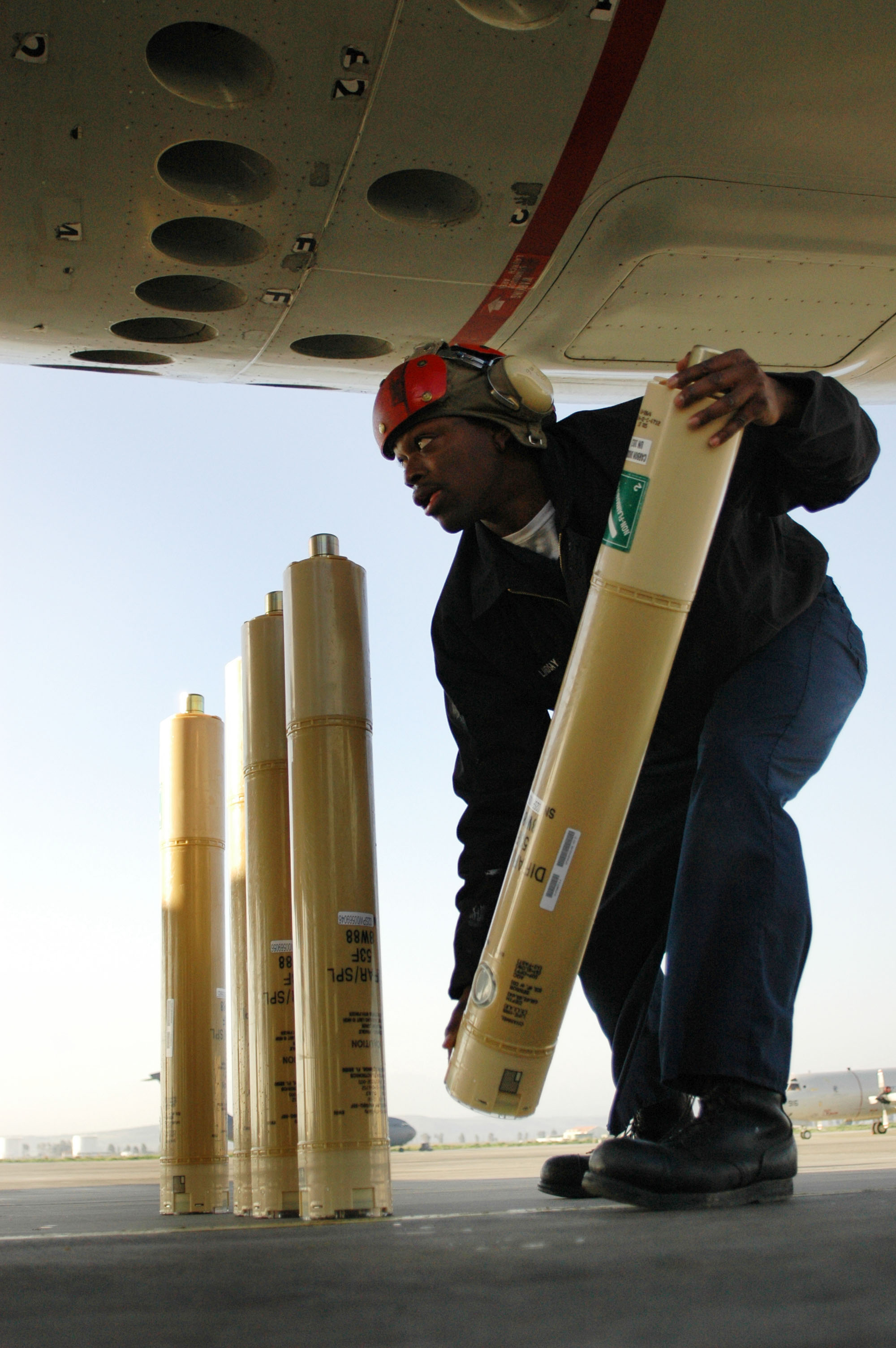
Bouées acoustiques lancées d'un P-3 Orion.

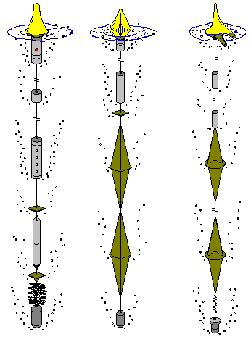
Schéma de l'intérieur d'une bouée acoustique

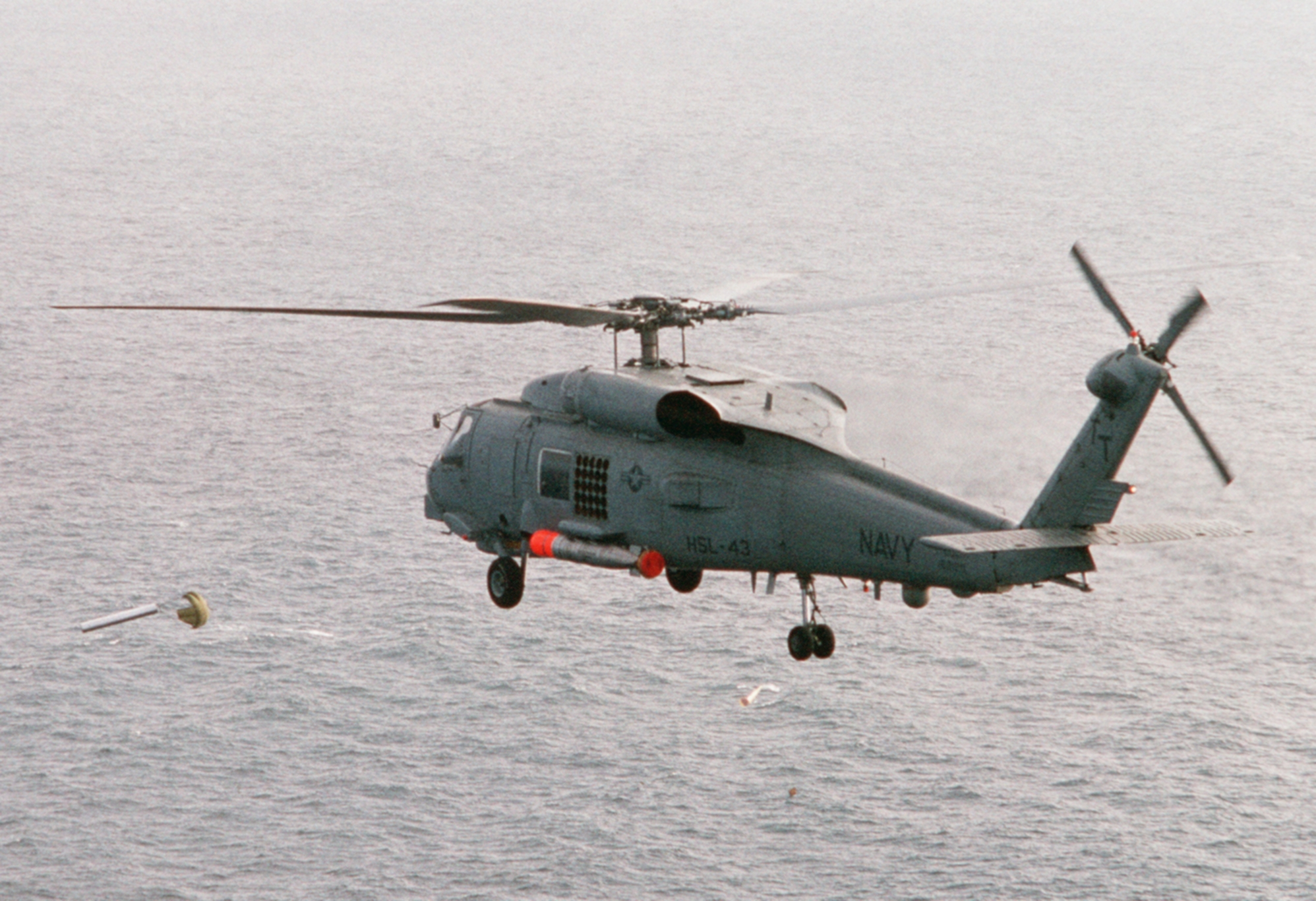
Largage depuis un hélicoptère

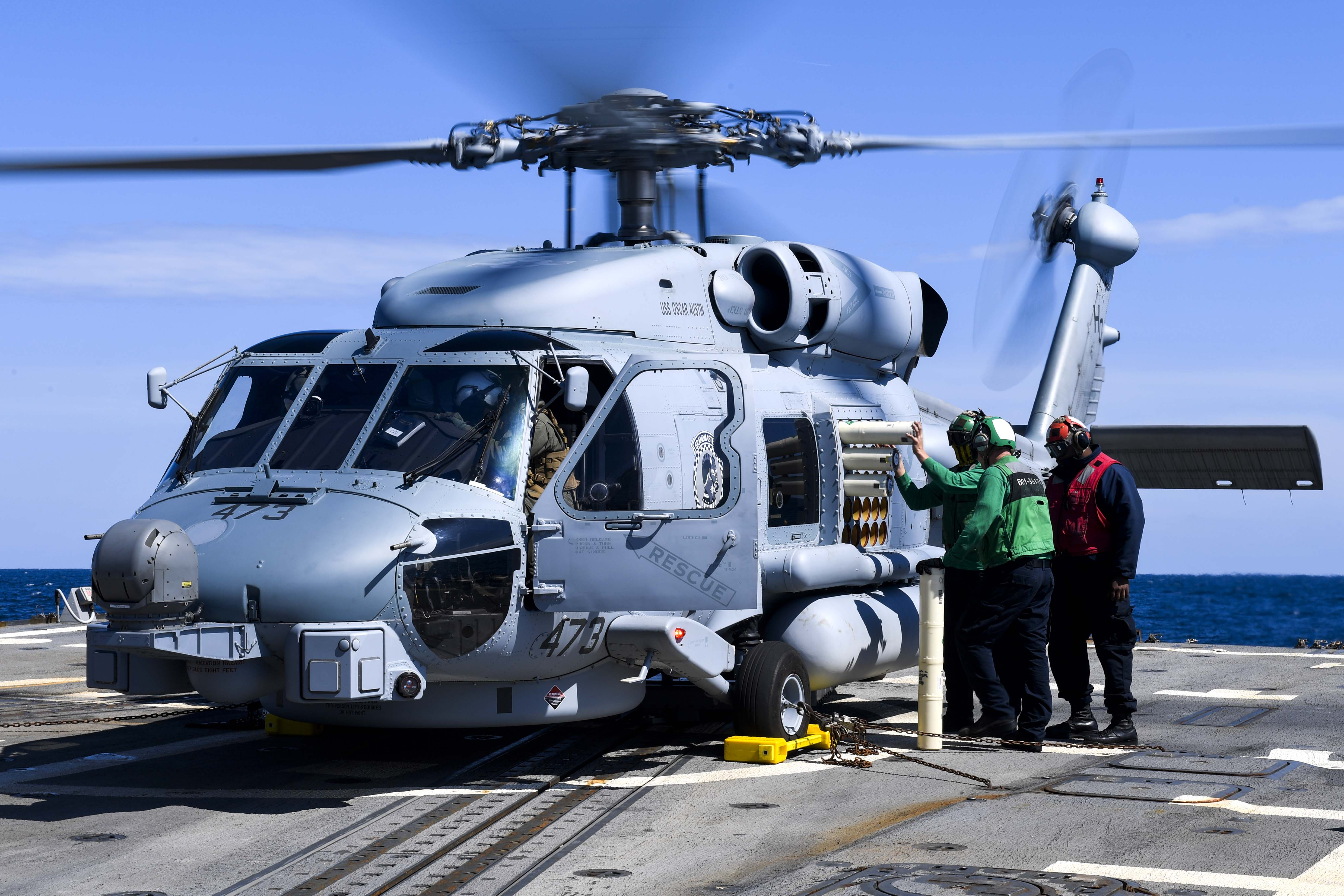
Mise en place des bouées acoustiques

Les bouées acoustiques sont des systèmes de sonar consommables relativement légers et peu coûteux qui sont lancés pour la recherche et la détection de sous-marins à partir d'avions militaires (généralement des avions de patrouille maritime ou hélicoptères de lutte anti-sous-marine) dans des missions anti-sous-marines.

## Historique
Le physicien britannique Patrick Blackett développe le concept d'origine en mai 1941. La bouée acoustique larguée par voie aérienne entre en développement en février 1942. la production de l'AN/CRT-1 commence en juin 1942.

## Opération
Les bouées acoustiques se déploient lors de l'impact avec l'eau, répandant un système d'hydrophones sous l'eau et une antenne radio dans les airs. La profondeur des hydrophones est régulée en fonction des conditions environnementales et des modèles de recherche, et transmet les informations acoustiques de ses hydrophones à l'avion via un émetteur UHF/VHF. Les bouées acoustiques sont également utilisées dans le domaine civil, dans les missions de recherche océanographique.

## Types de bouées acoustiques
Les bouées acoustiques sont classées en trois catégories principales : actives, passives et à usage spécial.
- Les bouées acoustiques actives émettent des ondes sonores dans la mer et écoutent l'écho renvoyé, transmettant les informations reçues à un navire ou à un avion par radio.
- Les bouées acoustiques passives n'émettent pas d'ondes sonores, mais écoutent les bruits de l'océan, les retransmettant par radio à un navire ou un avion. Cela permet de détecter la présence de bruit produit par des moteurs, machines ou hélices de navires et sous-marins présents dans la zone.
- Les bouées acoustiques à usage spécial sont de différents types. Les plus utilisés sont les bathythermographes, qui prennent des données sur la température et la salinité de la mer en fonction de la profondeur, ce qui permet de calculer les conditions de propagation du son sous l'eau, ou la mesure du bruit ambiant. D'autres bouées acoustiques à usage spécial permettent à un aéronef de communiquer avec un sous-marin submergé.